# 聖若撒法聖殿
聖若撒法聖殿（英語：Basilica of St. Josaphat）是位於美國威斯康辛州密爾沃基的一座教堂。聖若撒法教堂是美國具代表性的波蘭式大教堂的例子，並且還擁有世界最大的銅質圓頂之一。教堂被列入美國國家史蹟名錄。

## 外部連結

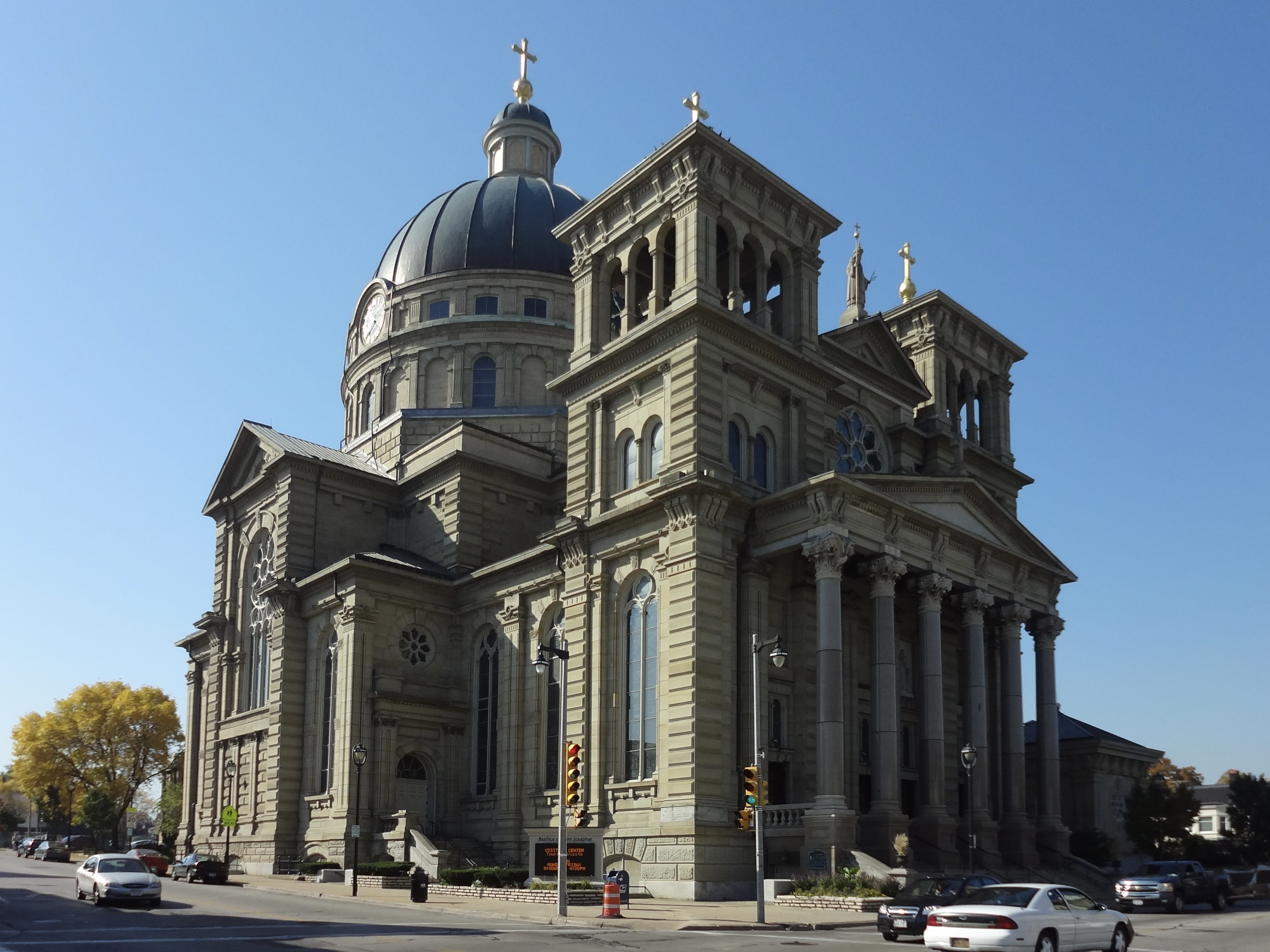

- Basilica of St. Josaphat
- St. Josaphat Basilica Foundation （页面存档备份，存于）
- The Polish Churches of Milwaukee
- Interactive panoramas of The Basilica of St. Josaphat （页面存档备份，存于）